# Goran Nikolić
Goran Nikolić, nacido en Nikšić el 1 de julio de 1976, es un baloncestista montenegrino. Juega de Pívot y su primer equipo fue el Ibon Niksic.

## Carrera

### Selección nacional
Internacional con la Selección de baloncesto de Serbia y Montenegro y con la de Montenegro.

## Trayectoria
- Ibon Niksic - (Montenegro): 1996-97.
- FMP Zeleznik - (Serbia): 1997-03.
- Efes Pilsen SK - (Turquía): 2003-05.
- BC Kiev - (Ucrania): 2005-06.
- Club Baloncesto Estudiantes - (ACB): 2006-07.
- ALBA Berlin - (Alemania): 2007-08.
- Panionios BC - (Grecia): 2008.
- Proteas EKA AEL - (Chipre).

## Participaciones en campeonatos mundiales
- Campeonato mundial de baloncesto de 2006